# Тобрук
Тобру́к (араб. طبرق‎ от др.-греч. Αντίπυργος Антипиргос «напротив Пиргоса»; лат. Antipyrgus) — город в Ливии на восточном побережье Средиземного моря. Расположен в исторической области Киренаика на востоке страны, в 120 км от границы с Египтом. Центр муниципалитета Эль-Бутнан, с населением в 120 тысяч жителей, на 2011 год. Имеет естественную глубоководную гавань — одна из лучших на средиземноморском побережье Африки, где располагается крупный морской порт. Конечная точка нефтепровода от месторождений на юге страны. Нефтеналивной порт. Пищевая промышленность.

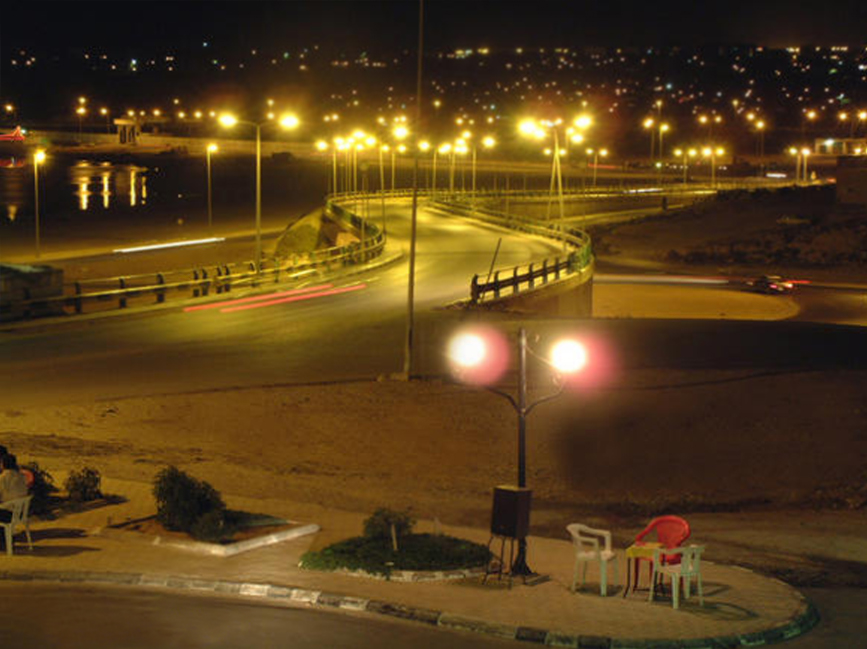
Ночной город

Тобрук был основан древними греками как колония, позднее римляне сделали из города крепость для охраны границы Киренаики. На протяжении веков Тобрук также служил перевалочным пунктом на прибрежном караванном пути. К 1911 году Тобрук стал итальянским военным постом.
Во время Второй мировой войны союзные войска, главным образом австралийская 6-я дивизия, взяли Тобрук 22 января 1941 года. Австралийская 9-я дивизия («Крысы Тобрука») отступила в Тобрук, чтобы избежать окружения после боев при Эр Рэджиме и Мечили, и достигла Тобрука 9 апреля 1941 года. Там последовали продолжительные бои и несмотря на осаду города немецкими и итальянскими войсками, британцам удалось отстоять город.
Хотя осада была снята в ходе операции «Крестоносец» в ноябре 1941 года, возобновившееся наступление войск Оси под командованием Эрвина Роммеля в следующем году привело к захвату Тобрука в июне 1942 года. Он удерживался войсками стран Оси до ноября 1942 года, когда был отбит союзниками.
Восстановленный после Второй мировой войны, Тобрук был позже расширен в 1960-х годах, включив в себя портовый терминал, соединённый нефтепроводом с нефтяным месторождением Серир.
Дворец короля Ливии Идриса находился в Баб-Зейтуне. Тобрук традиционно был оплотом королевской династии Сануситов и одним из первых восстал против Муаммара Каддафи во время арабской весны.

## История

### Древность
Город был основан как древнегреческая сельскохозяйственная колония с названием Антипиргос (др.-греч. Αντίπυργος), и это древнее название до сих пор иногда используется. Название примерно означает «напротив Пиргоса», что располагался на Крите севернее от Антипиргоса. В римскую эпоху город стал римской крепостью, охранявшей границу империи. С распространением христианства Антипиргос стал центром епископства. Только один из его древних епископов известен по имени: Эмилиан, который принимал участие во Втором Константинопольском соборе в 553 году. Антипиргос больше не является резиденцией епископа, и сегодня католическая церковь причисляет его к титулярному престолу. Позже это место стало промежуточной станцией на караванном пути, проходившем вдоль побережья.

### Современность

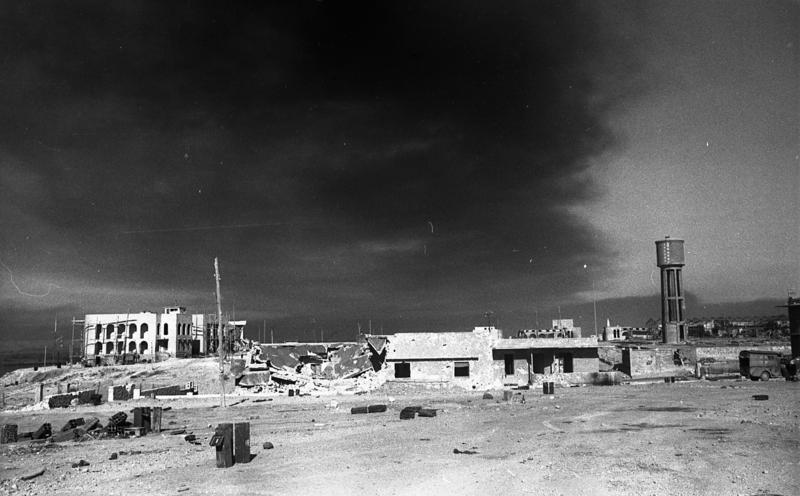
Разрушенные дома Тобрука в ходе Второй мировой войны

С января 1941 года по ноябрь 1942 года здесь происходили ожесточённые бои между странами Антигитлеровской коалиции и странами Оси (в составе соединения «Немецкий Африканский корпус») в ходе Второй мировой войны. В связи с этим по имени города был назван малый бетонный бункер «тобрук».

В 1951—1969 годах — резиденция короля Ливии Идриса I.
После начала гражданской войны и распада Ливии на противоборствующие стороны, с 2014 года в городе заседает избранный парламент страны — Палата представителей, изгнанный из столицы исламистами. В связи с чем город де-факто считается столицей восточной части Ливии, которая не подчиняется правительству в Триполи.